# Malo Bouëssel du Bourg
 (juin 2025).
Malo Bouëssel du Bourg est un écrivain et poète français de langue bretonne né en 1960 à Fougères (Ille-et-Vilaine).

## Biographie
Malo Bouëssel du Bourg, fils du militant breton Yann Bouëssel du Bourg, est originaire de Fougères. Il apprend le breton lorsqu'il est lycéen puis en suivant des études universitaires à Rennes 2.
En 2009, Malo Bouëssel du Bourg revient en Bretagne pour occuper le poste de directeur de l'Association Produit en Bretagne jusqu'en 2024.
Poète, nouvelliste et essayiste, il est également membre du jury du prix international de poésie Bretagne réunie. Il fait partie de l'équipe d'animation de la revue littéraire en langue bretonne Al Liamm, et contribue aux revues ArMen et Littérale, Ya.
Il figure dans l'anthologie des poètes contemporains de Bretagne publiée par Alain Le Roux sous le titre Sur la ligne d'ombre de l'eau.[réf. souhaitée] Passionné de haïku, il participa en 2012 au jury du concours Twit'Haïku organisé à Rennes. Il est régulièrement membre du jury du concours de haïku organisé chaque année par le festival Taol Kurun.
Il reçoit en 2013 le prix de la nouvelle en langue bretonne du Festival du livre de Carhaix. En 2014 il est nommé Brittophone de l'année par France 3 et l'Office Public de la Langue Bretonne. En 2018 il reçoit le prix Pierre-Jakez Helias décerné par l'Association des Ecrivains Bretons pour son recueil de nouvelles Du evel an noz liesliv. En 2019 il reçoit le Collier de l'Hermine des mains du Chancelier de l'ordre de l'Hermine.
Il est marié à la psychologue clinicienne Sophie Bichon et est père de cinq enfants.

## Publications
- Pri-touseg, douze nouvelles en langue bretonne, Éd. Al Liamm, 2025  (ISBN 978-2-7368-0182-3)
- Lignes de Vie/ Linennoù buhez, recueil poétique, scientifique et artistique dédié aux arbres, en collaboration avec l'artiste plasticienne Daniela Jordanova, Ed. Skol Vreizh, 2022  (ISBN 978-2-36758-146-0).
- Du evel an noz liesliv, douze nouvelles en langue bretonne, Éd. Al Liamm, 2017  (ISBN 978-2-7368-0125-0).
- Istor an haïku a-vremañ, traduction en breton de l'essai d'Alan Kervern Histoire du haïku contemporain, Éd. Skol Vreizh, 2015  (ISBN 978-2-36758-038-8).
- Daoulagad ar werc'hez, trois nouvelles en langue bretonne, Éd. Keit Vimp Bev, 2014  (ISBN 978-2-86824-222-8).
- Une fabuleuse aventure, un avantur varvailhus, Produit en Bretagne, en collaboration avec Louis Roger Dautriat, Éd. Les oiseaux de papier, 2013  (ISBN 978-2-916359-81-6).
- Gouloù Salomon, traduction en breton de l'ouvrage de l'auteur irlandais Bryan Delaney : Solomon's Light, Éd. An Alarc'h, 2009  (ISBN 978-2-916835-15-0).
- Daouzek kur Izidor : gant kizhier (Douze travaux d'isidore avec chats), poèmes bilingue breton-français, Éd. Anagrammes, 2008  (ISBN 2-84719-061-9).
- Kambr ar Stered, biographie de Paol Kalvez à partir d'entretiens en langue bretonne, Éd. Mouladurioù Hor Yezh, 2007  (ISBN 978-2-86863-145-9).
- Reun Menez Keldreg : melezour ur vuhez ?, essai en langue bretonne, Éd. Barn, 2007  (ISBN 978-2-9525135-2-4).
- Feuillets d'Irlande, Echoes from Ireland, poèmes en prose, bilingue français-anglais, traduction anglaise de Noyale Héron, illustrations de Daniela Jordanova, Éd. Coop Breizh, 1999  (ISBN 2-84346-083-2).
- Malnoë, poèmes, Éd. du Petit véhicule, 1996  (ISBN 2-84273-019-4).

## Pour approfondir